# Christoph Friedrich von Walther
Theodor Christoph Friedrich Ludwig von Walther, Falschschreibung auch Christian Friedrich von Walther (russisch Федор Андреевич (Христофор Фридрих) Вальтер; * 20. Mai 1809 in Arnstadt; † 20. Novemberjul. / 2. Dezember 1886greg. in St. Petersburg) war ein russischer Wirklicher Staatsrat und Bibliothekar an der kaiserlich öffentlichen Bibliothek St. Petersburg. 

## Leben

### Werdegang
Der Sohn des Kaufmanns bzw. Inhabers einer Weberei Heinrich Walther und der Johanna Frederika Magdalena  Beck, Christoph Friedrich Walther studierte an der Universität Leipzig und wurde ebendort 1834 zum Dr. phil. promoviert. Im selben Jahr noch begab er sich nach St. Petersburg, wo er verschiedenen Instituten als Lehrer für alte Sprachen arbeitete. Zu seinen Schülern gehörten viele später namhafte Literaten, so in den Jahren 1835 bis 1837 auch Iwan Sergejewitsch Turgenew, der sich 1878 öffentlich bei seinem Lehrer bedankte für die Liebe zur antiken Literatur, die dieser in ihm entfachte. In den 1840er Jahren übernahm er eine Anstellung als Bibliothekar in der kaiserlich öffentlichen Bibliothek in St. Petersburg. Hier katalogisierte, ergänzte und beschrieb er die Elsevier-Sammlung, worüber er auch mehrfach publizierte. 
Auf seinen Antrag hin erhielt er 1858 die russische Staatsbürgerschaft.
Er wurde 1860 mit den Sankt-Stanislaus-Orden II. Klasse geehrt, erhielt 1863 die Krone Sankt-Stanislaus-Orden II. Klasse sowie 1883 den Sankt-Stanislaus-Orden I. Klasse. Bereits 1868 bzw. 1870 hatte er auch den Sankt-Anna-Orden II. Klasse bzw. den Sankt-Wladimir-Orden III. Klasse erhalten. Spätestens mit der Ernennung zum Wirklichen Staatsrat im Jahre 1881, was mit einer Nobilitierung verbunden war, gehörte er auch dem erblichen Adel an. Ebenfalls im Jahr 1881 wurde er auch zum Ehrenmitglied der Lateinischen Gesellschaft der Universität Jena ernannt.
Darüber hinaus war er seit 1849 korrespondierendes Mitglied der Gesellschaft für Geschichte und Altertumskunde der Ostseeprovinzen Russlands.

### Familie
Walther vermählte sich in den 1840er Jahren zunächst mit Sophia Egorova. Aus dieser Ehe sind zwei Söhne hervorgegangen, Alexander (* 1846), Titularrat im Eisenbahn-Ministerium und August (* 1850), in Berlin promoviert. Nach der Scheidung der ersten Ehe heiratete er 1869 Elvira Baronin von der Osten-Saken (1822–1897).

## Werke
- Schulreden : zum hundertjährigen Jubiläum der St. Petri-Schule den 1. Oct. 1862, Haessel, St. Petersburg und Hartmann, Leipzig 1862
- Les Elzevir de la Bibliothèque impériale publique de St.-Pétersbourg, S. Dufour, St. Petersburg 1864 (Digitalisat im Münchener Digitalisierungszentrum)